# Вивье-дю-Лак
Вивье-дю-Лак (фр. Viviers-du-Lac, до 5 мая 1956 года называлась Вивье) — коммуна во Франции, департамент Савойя, регион Рона — Альпы. Входит в состав кантона Ла-Мот-Серволе. Округ коммуны — Шамбери. Код INSEE коммуны — 73328. Мэр коммуны — Робер Агетта, мандат действует на протяжении 2014—2020 годов.

## Географическое положение
Вивье-дю-Лак находится в долине на уровне 270 м над уровнем моря вблизи озера Лак-дю-Бурже. На севере в 4 км расположен город Экс-ле-Бен, на юге в 6 км — Шамбери. На территории коммуны находится 3 холма — Ле-Мойер, Ле-Кото-де-Буаси и Лез-Эссар.

### Климат
Умеренный и тёплый климат Вивье-дю-Лак по классификации климатов Кёппена относится к типу Cfb. Даже в засушливые месяцы, в коммуне идут дожди. Средняя температура в году — 10,9 °C. Среднее количество осадков в году 880 мм.

## История
Предполагается, что коммуна получила своё имя от названия Viviers — римских водоёмов, прудов для откормки рыбы. В источниках упоминания о деревне Вивье появляются с 1120 года. В 1953 году коммуна была переименована в Вивье-дю-Лак.

## Население
Согласно переписи 2012 года население Вивье-дю-Лак составляло 2140 человек (50,8 % мужчин и 49,2 % женщин). Население коммуны по возрастному диапазону распределилось следующим образом: 19,8 % — жители младше 14 лет, 17,4 % — между 15 и 29 годами, 21,2 % — от 30 до 44 лет, 20,7 % — от 45 до 59 лет и 21,0 % — в возрасте 60 лет и старше. Среди жителей старше 15 лет 52,6 % состояли в браке, 34,2 % — не состояли, 8,4 % — были в разводе, 4,8 % — вдовствовали.
Среди населения старше 15 лет (1540 человек) 12,0 % населения не имели образования, 7,2 % — имели только начальное образование, 5,0 % — закончили только колледж, 26,7 % — получили аттестат об окончании лицея, 17,6 % — закончили полное среднее образование или среднее специальное образование, 18,0 % — закончили сокращённое высшее образование и 13,6 % — получили полное высшее образование.
На 2012 год в коммуне числилось 899 облагаемых налогом домохозяйств, в которых проживало 2132 человека, из них 27,8 % хозяйств состояли из одного человека (12,5 % мужчины, 15,3 % женщины) и 70,4 % семейных хозяйств (из них 31,0 % с детьми).
Динамика населения согласно INSEE:
| 1793 | 1800 | 1806 | 1821 | 1836 | 1846 | 1861 | 1876 | 1881 | 1896 | 1901 | 1906 | 1921 |
| ---- | ---- | ---- | ---- | ---- | ---- | ---- | ---- | ---- | ---- | ---- | ---- | ---- |
| 222  | 189  | 286  | 370  | 481  | 500  | 465  | 502  | 551  | 437  | 452  | 425  | 400  |

| 1926 | 1931 | 1936 | 1946 | 1954 | 1962 | 1968 | 1975 | 1982 | 1990 | 1999 | 2006 | 2012 |
| ---- | ---- | ---- | ---- | ---- | ---- | ---- | ---- | ---- | ---- | ---- | ---- | ---- |
| 456  | 467  | 454  | 508  | 626  | 669  | 711  | 775  | 971  | 1144 | 1491 | 1814 | 2140 |

## Экономика
Средний декларируемый годовой доход в коммуне: 22 404,0 евро. Распределение населения по сферам занятости: 4,8 % — ремесленники, торговцы, руководители предприятий, 7,2 % — работники интеллектуальной сферы, 19,6 % — работники социальной сферы, 15,8 % — государственные служащие, 9,6 % — рабочие, 29,0 % — пенсионеры и 14,1 % — лица без определённой профессиональной деятельности. В 2012 году из 1422 человек трудоспособного возраста (от 15 до 64 лет) 1064 были экономически активными, 358 — неактивными (показатель активности 74,8 %, в 2007 году — 75,3 %). Из 1064 активных трудоспособных жителей работали 955 человек (503 мужчины и 453 женщины), 109 числились безработными (52 мужчины и 56 женщин). Среди 358 трудоспособных неактивных граждан 128 были учениками либо студентами, 146 — пенсионерами, а ещё 84 — были неактивны в силу других причин. В коммуне проживает 964 человека старше 15 лет, имеющих работу, причём 11,8 % из них работает в коммуне, а 76,8 % — в пределах департамента Савойя.

## Политика
| Выборы | Основные 3 кандидата |                | Партия | Первый тур | Первый тур     | Второй тур | Второй тур |
| Выборы | Основные 3 кандидата | Кол-во голосов | Партия | % голосов  | Кол-во голосов | % голосов  |            |
| ------ | -------------------- | -------------- | ------ | ---------- | -------------- | ---------- | ---------- |
| 2002   | Жак Ширак            |                | ОПР    | 134        | 17,16          | 692        | 80,94      |
| 2002   | Жан-Мари Ле Пен      |                | НФ     | 150        | 19,21          | 163        | 19,06      |
| 2002   | Лионель Жоспен       |                | СП     | 115        | 14,72          | -          | -          |
| 2007   | Николя Саркози       |                | СНД    | 425        | 36,02          | 680        | 59,44      |
| 2007   | Сеголен Руаяль       |                | СП     | 234        | 19,83          | 464        | 40,56      |
| 2007   | Франсуа Байру        |                | ДД     | 276        | 23,39          | -          | -          |
| 2012   | Николя Саркози       |                | СНД    | 446        | 34,76          | 720        | 59,21      |
| 2012   | Франсуа Олланд       |                | СП     | 305        | 23,77          | 496        | 40,79      |
| 2012   | Марин Ле Пен         |                | НФ     | 225        | 17,54          | -          | -          |